# Anthony Wilkins
Anthony Heywood Wilkins (4 agosto 1980) è un ex cestista statunitense, professionista nella NBDL.

## Palmarès
- All-WBA Third Team (2010)